# Snowtown
Snowtown är en ort i Australien. Den ligger i kommunen Wakefield och delstaten South Australia, omkring 130 kilometer norr om delstatshuvudstaden Adelaide. Antalet invånare är 524.
Snowtown är det största samhället i trakten och det näst största samhället i Wakefield.
Trakten runt Snowtown är mycket glesbefolkad, med mindre än två invånare per kvadratkilometer, och består till största delen av jordbruksmark. Genomsnittlig årsnederbörd är 581 millimeter. Den regnigaste månaden är juni, med i genomsnitt 95 mm nederbörd, och den torraste är december, med 13 mm nederbörd.
Snowtown blev uppmärksammat både i Australien och internationellt 1999 när de så kallade Snowtownmorden uppdagades.